# Svéráz národního lovu
Svéráz národního lovu (rusky Особенности национальной охоты, Osobennosti nacionalnoj ochoty) je ruský film z roku 1995 režiséra Alexandra Rogožkina, který si k němu napsal i scénář. Režisér získal za film ocenění Nika, a film samotný byl nominován na Křišťálový glóbus na Mezinárodním filmovém festivalu Karlovy Vary a později se dočkal několika pokračování, mj. Svérázný rybolov (český distribuční název; původní ruský název je strukturován stejně jako u prvního dílu) a Svéráz národního lovu v zimě. Premiéra snímku se konala 15. června 1995 na festivalu Kinotavr v Soči.

## Děj
Mladý finský student (Ville Haapasalo) píše práci o tradičním ruském lovu; rozhodne se proto takového lovu účastnit. Jeho romantické představy odpovídající carskému Rusku se ukáží být velmi vzdáleny dnešní realitě, ve které je klíčovou součástí pití vodky a na lov samotný skoro nedojde. Humorné epizody zahrnují například pokus přepravit krávu v pumovnici letounu Tu-22M, výlet policejním UAZem za místními dojičkami nebo „boj“ s malým medvídětem.

## Obsazení
- Ville Haapasalo jako finský student Raimo Haapasalo
- Alexej Ivanovič Buldakov jako generál Ivolgin (Michalyč)
- Viktor Nikolajevič Byčkov jako Kuzmič
- Semjon Michajlovič Strugačov jako Ljova Solovejčik
- Sergej Alexandrovič Kuprijanov jako Žeňa Kačalov
- Sergej Viktorovič Russkin jako Sergej Olegovič Savenko
- Sergej Pavlovič Gusinskij jako seržant Semjonov
- Igor Alexandrovič Sergejev
- Igor Georgijevič Dobrjakov
- Jurij Anatoljevič Makusinskij
- Boris Alexandrovič Čerdyncev jako velitel letiště major Čerdyncev
- Alexandr Vasiljevič Zavjalov
- Jurij Vasiljevič Konopkin jako kapitán Konopkin
- Alexej Vladimirovič Polujan jako zatčený v policejním autě
- Michail Vasiljevič Kiriljuk
- Zoja Jurjevna Burjak jako dojička
- Saara Hapasalo jako dojička
- Alexandr Germanovič Vasiljev jako pilot
- Vasilij Vasiljevič Stěpanov
- Pavel Kornakov
- Jevgenij Savčuk

## Výroba
Natáčení probíhalo v Protočnoje v Leningradské oblasti.

### Recenze
- Eva Jelínková. Sobotní Slovo leden 1997[1]